# Keith Stanovich
Keith E. Stanovich es un psicólogo canadiense, actualmente profesor emérito de Psicología Aplicada y Desarrollo Humano en la Universidad de Toronto y ex catedrático de investigación de Ciencias Cognitivas Aplicadas de Canadá. Sus áreas de investigación son la psicología del razonamiento y la psicología de la lectura. Su investigación en el campo de la lectura fue fundamental para el surgimiento del consenso científico actual sobre qué es la lectura, cómo funciona y qué hace por la mente.[cita requerida] Su investigación sobre las bases cognitivas de la racionalidad ha aparecido en la revista Behavioral and Brain Sciences y en libros recientes de Yale University Press y University of Chicago Press.

## Carrera académica
Stanovich ha realizado extensas investigaciones sobre lectura, discapacidades del lenguaje y psicología del pensamiento racional. Ha acuñado el término disracionalidad para referirse a la tendencia hacia el pensamiento y la acción irracionales a pesar de una inteligencia adecuada. En varios libros recientes, ha explorado el concepto y la relación entre racionalidad e inteligencia. En su libro The Rationality Quotient: Toward a Test of Rational Thinking, Stanovich y sus colegas continúan con la afirmación de que una prueba integral del pensamiento racional es científicamente posible, dado el conocimiento actual.
En una encuesta de tres años sobre las tasas de citación a mediados de la década de 1990, Stanovich figuraba como uno de los cincuenta psicólogos del desarrollo más citados. También ha sido nombrado uno de los 25 psicólogos educativos más productivos. En una encuesta de citas del período 1982-1992, fue designado el investigador sobre discapacidad de lectura más citado del mundo.
Stanovich también es miembro del Comité para la Investigación Escéptica y de la Asociación Estadounidense de Psicología, la Sociedad Estadounidense de Psicología, la Academia Internacional para la Investigación en Discapacidades del Aprendizaje y es miembro fundador de la Sociedad para el Estudio Científico de la Lectura. Fue miembro del Comité para la Prevención de Dificultades de Lectura en Niños Pequeños del Consejo Nacional de Investigación/Academia Nacional de Ciencias. De 1986 a 2000, fue editor asociado de Merrill-Palmer Quarterly, una revista líder en desarrollo humano.

## Premios
Stanovich es el único ganador en dos ocasiones del Premio Albert J. Harris de la Asociación Internacional de Lectura por sus artículos sobre este tema sobre. En 1995, fue elegido miembro del Salón de la Fama de la Lectura como el miembro más joven de esa sociedad honoraria. En 1996, recibió el Premio Oscar Causey de la Conferencia Nacional de Lectura por sus contribuciones a la investigación y en 1997 recibió el Premio Sylvia Scribner de la Asociación Estadounidense de Investigación Educativa. En 2000, recibió el Premio a la Contribución Científica Distinguida de la Sociedad para el Estudio Científico de la Lectura. Fue galardonado también con el Premio Grawemeyer de Educación 2010 de la Universidad de Louisville y fue seleccionado como ganador del Premio Grawemeyer 2010 por su libro de 2009, What Intelligence Tests Miss: The Psychology of Rational Thought. Recibió el premio E. L .Thorndike Career Achievement Award 2012 por la Asociación Estadounidense de Psicología.

## Publicaciones
- Stanovich, Keith E. (1 de marzo de 1999). Who Is Rational?: Studies of individual Differences in Reasoning (1 edición). Lawrence Erlbaum. ISBN 0-8058-2473-1.
- Stanovich, Keith E. (21 de abril de 2000). Progress in Understanding Reading: Scientific Foundations and New Frontiers (1 edición). Guilford Press. ISBN 1-57230-565-7.
- Stanovich, Keith E. (15 de mayo de 2004). The Robot's Rebellion: Finding Meaning in the Age of Darwin (1 edición). University of Chicago Press. ISBN 0-226-77089-3.
- Stanovich, Keith E. (27 de enero de 2009). What Intelligence Tests Miss: The Psychology of Rational Thought (1 edición). Yale University Press. ISBN 978-0-300-12385-2.
- Stanovich, Keith E. (30 de julio de 2009). Decision Making and Rationality in the Modern World. Oxford University Press. ISBN 978-0-19-532812-7.
- Stanovich, Keith E. (2011). Rationality and the Reflective Mind (1 edición). Oxford University Press. ISBN 978-0-19-534114-0.
- Stanovich, Keith E. (29 de septiembre de 2012). How to Think Straight About Psychology (10 edición). Pearson. ISBN 978-0-205-91412-8.
- Stanovich, Keith E. (2016). The Rationality Quotient: Toward a Test of Rational Thinking (1 edición). MIT Press. ISBN 978-0-262-03484-5.
- Stanovich, Keith E. (2021). The Bias That Divides Us: The Science and Politics of Myside Bias (1 edición). MIT Press. ISBN 978-0-262-04575-9.